# Australië op de Olympische Winterspelen 2002
Tijdens de Olympische Winterspelen van 2002, die in Salt Lake City (Verenigde Staten) werden gehouden, nam Australië voor de vijftiende keer deel.

## Medailleoverzicht
| Sport          | Olympiër        | Discipline  | Medaille |
| -------------- | --------------- | ----------- | -------- |
| Freestyleskiën | Alisa Camplin   | aerials (v) | Goud     |
| Shorttrack     | Steven Bradbury | 1000 m (m)  | Goud     |

## Deelnemers en resultaten
(m) = mannen, (v) = vrouwen 

### Alpineskiën
| Olympiër          | Discipline       | Resultaat | Prestatie                                                                              |
| ----------------- | ---------------- | --------- | -------------------------------------------------------------------------------------- |
| A. J. Bear        | afdaling (m)     | 37e       | 1.43,19 (+4,06)                                                                        |
| A. J. Bear        | super g (m)      | DSQ       | gediskwalificeerd (1.25,81)                                                            |
| A. J. Bear        | combinatie (m)   | DSQ-s2    | afdaling: 1.41,02 slalom: run 1: 52,45 run 2: gediskwalificeerd                        |
| Craig Branch      | afdaling (m)     | 45e       | 1.45,34 (+6,21)                                                                        |
| Craig Branch      | super g (m)      | 27e       | 1.27,15 (+5,57)                                                                        |
| Craig Branch      | combinatie (m)   | DSQ-a     | afdaling: gediskwalificeerd (1.44,27)                                                  |
| Michael Dickson   | slalom (m)       | DNF-2     | run 1: 56,88 run 2: opgave                                                             |
| Brad Wall         | reuzenslalom (m) | 33e       | run 1: 1.15,69 run 2: 1.14,59 totaal: 2.30,28 (+7,00)                                  |
|                   |                  |           |                                                                                        |
| Rowena Bright     | slalom (v)       | DNF-2     | run 1: 1.00,22 run 2: opgave                                                           |
| Rowena Bright     | combinatie (v)   | 24e       | afdaling: 1.19,46 slalom: 1.51,22 run 1: 1.04,95 run 2: 46,27 totaal: 3.10,68 (+27,40) |
| Alice Jones       | afdaling (v)     | 27e       | 1.43,07 (+3,51)                                                                        |
| Alice Jones       | super g (v)      | DNF       | opgave                                                                                 |
| Alice Jones       | combinatie (v)   | 12e       | afdaling: 1.17,83 slalom: 1.32,39 run 1: 47,80 run 2: 44,59 totaal: 2.50,22 (+6,94)    |
| Jeannette Korten  | reuzenslalom (v) | DSQ-2     | run 1: 1.19,00 run 2: gediskwalificeerd                                                |
| Jeannette Korten  | slalom (v)       | 25e       | run 1: 57,85 run 2: 58,25 totaal: 1.56,10 (+10,00)                                     |
| Kathrin Nikolussi | slalom (v)       | DNF-1     | run 1: opgave                                                                          |
| Jenny Owens       | afdaling (v)     | 29e       | 1.44,15 (+4,59)                                                                        |
| Jenny Owens       | super g (v)      | 29e       | 1.17,84 (+4,25)                                                                        |
| Jenny Owens       | reuzenslalom (v) | DNF-1     | run 1: opgave                                                                          |
| Jenny Owens       | combinatie (v)   | 9e        | afdaling: 1.16,96 slalom: 1.32,35 run 1: 47,37 run 2: 44,98 totaal: 2.49,31 (+6,03)    |
| Zali Steggall     | slalom (v)       | DNF-1     | run 1: opgave                                                                          |

### Freestyleskiën
| Olympiër           | Discipline  | Resultaat | Prestatie                                         |
| ------------------ | ----------- | --------- | ------------------------------------------------- |
| Adrian Costa       | moguls (m)  | 18e       | kwalificatie: 24,13 punten                        |
| Trennon Paynter    | moguls (m)  | 23e       | kwalificatie: 22,53 punten                        |
|                    |             |           |                                                   |
| Maria Despas       | moguls (v)  | 21e       | kwalificatie: 21,19 punten                        |
| Jane Sexton        | moguls (v)  | 25e       | kwalificatie: 20,47 punten                        |
| Manuela Berchtold  | moguls (v)  | 27e       | kwalificatie: 19,59 punten                        |
| Alisa Camplin      | aerials (v) | Goud      | kwalificatie: 183,66 punten finale: 193,47 punten |
| Lydia Ierodiaconou | aerials (v) | 8e        | kwalificatie: 166,06 punten finale: 169,38 punten |

### Kunstrijden
| Olympiër        | Discipline | Resultaat | Prestatie                                                                       |
| --------------- | ---------- | --------- | ------------------------------------------------------------------------------- |
| Anthony Liu     | mannen     | 10e       | korte kür: 10e met 5,0 punten lange kür: 10e met 10,0 punten score: 15,0 punten |
| Stephanie Zhang | vrouwen    | 25e       | korte kür: 25e met 12,5 punten lange kür: niet geplaatst                        |

### Shorttrack
| Olympiër                                             | Discipline           | Resultaat | Prestatie                                                                                                 |
| ---------------------------------------------------- | -------------------- | --------- | --- |
| Steven Bradbury                                      | 500 m (m)            | 14e       | vooronde 8: 2e in 43,225 kwartfinale 4: 3e in 44,982                                                      |
| Steven Bradbury                                      | 1000 m (m)           | Goud      | voorronde 2: 1e in 1.30,956 kwartfinale 2: 2e in 1.29,265 halve finale 1: 1e in 1.29,189 finale: 1.29,109 |
| Steven Bradbury                                      | 1500 m (m)           | 10e       | voorronde 4: 3e in 2.22,632 halve finale 2: 4e in 2.25,457 B-finale: 2.28,604                             |
| Andrew McNee                                         | 500 m (m)            | 28e       | voorronde 2: 4e in 44,289                                                                                 |
| Mark McNee                                           | 1000 m (m)           | 15e       | voorronde 3: 2e in 1.39,325 kwartfinale 4: 4e in 1.46,701                                                 |
| Mark McNee                                           | 1500 m (m)           | 28e       | voorronde 2: 5e in 2.27,840                                                                               |
| Steven Bradbury Stephen Lee Alex McEwan Andrew McNee | 5000 m aflossing (m) | 6e        | halve finale 2: 3e in 7.19,177 B-finale: 7.45,271                                                         |

### Snowboarden
| Olympiër      | Discipline               | Resultaat | Prestatie           |
| ------------- | ------------------------ | --------- | ------------------- |
| Zeke Steggall | parallelreuzenslalom (m) | 26e       | kwalificatie: 38,69 |

Amerikaanse Maagdeneilanden · Andorra · Argentinië · Armenië · Australië · Azerbeidzjan · België · Bermuda · Bosnië en Herzegovina · Brazilië · Bulgarije · Canada · Chili · China · Chinees Taipei · Costa Rica · Cyprus · Denemarken · Duitsland · Estland · Fiji · Finland · Frankrijk · Georgië · Griekenland · Groot-Brittannië · Hongarije · Hongkong · Ierland · IJsland · India · Iran · Israël · Italië · Jamaica · Japan · Joegoslavië · Kameroen · Kazachstan · Kenia · Kirgizië · Kroatië · Letland · Libanon · Liechtenstein · Litouwen · Macedonië · Mexico · Moldavië · Monaco · Mongolië · Nederland · Nepal · Nieuw-Zeeland · Noorwegen · Oekraïne · Oezbekistan · Oostenrijk · Polen · Roemenië · Rusland · San Marino · Slovenië · Slowakije · Spanje · Tadzjikistan · Thailand · Trinidad en Tobago · Tsjechië · Turkije · Venezuela · Verenigde Staten · Wit-Rusland · Zuid-Afrika · Zuid-Korea · Zweden · Zwitserland

Uitgesloten van deelname: Puerto Rico